# Nicolien Sauerbreij
Nicolien Sauerbreij (* 31. Juli 1979 in De Hoef, Niederlande) ist eine niederländische Snowboarderin.
Als Tochter eines Skilehrers stand Sauerbreij bereits im Alter von 2 Jahren auf Skiern. Erst mit zwölf Jahren wechselte sie zum Snowboardsport. Bereits zwei Jahre später bei der Juniorenweltmeisterschaft hatte sie mit einem vierten Platz ihren ersten großen internationalen Auftritt.
Nach ersten Achtungserfolgen war Nicolien Sauerbreij bei der Eröffnungsfeier der Olympischen Winterspiele 2002 in Salt Lake City die Fahnenträgerin für die Niederlande. Nicolien Sauerbreij gewann in den Jahren 2002, 2003, 2004 und 2008 mehrere internationale Snowboardwettbewerbe. 2008 gewann sie den Weltcup in Parallelslalom und den Snowboard-Gesamtweltcup. Bei den Olympischen Spielen 2010 in Vancouver gewann sie die Goldmedaille im Parallel-Riesenslalom. Bei der Snowboard-Weltmeisterschaft 2011 in La Molina gewann sie Silber im Parallelslalom. Bei den Olympischen Winterspielen 2014 in Sotschi errang sie den 20. Platz im Parallelslalom und den zehnten Rang im Parallel-Riesenslalom.
In den Niederlanden wurde sie 2010 zur Sportlerin des Jahres gewählt.